# Гидроортофосфат калия
Гидроортофосфат калия — неорганическое соединение, кислая соль щелочного металла калия и ортофосфорной кислоты с формулой K2HPO4, бесцветные кристаллы, хорошо растворимые в воде, образует кристаллогидраты.

## Получение
- Нейтрализация разбавленной ортофосфорной кислоты разбавленным раствором гидроксида или карбоната калия:

{\displaystyle {\mathsf {H_{3}PO_{4}+2KOH\ {\xrightarrow {}}\ K_{2}HPO_{4}+2H_{2}O}}}
{\displaystyle {\mathsf {H_{3}PO_{4}+K_{2}CO_{3}\ {\xrightarrow {}}\ K_{2}HPO_{4}+CO_{2}\uparrow +H_{2}O}}}
- Реакция дигидрофосфата калия с разбавленным раствором гидроксида калия:

{\displaystyle {\mathsf {KH_{2}PO_{4}+KOH\ {\xrightarrow {}}\ K_{2}HPO_{4}+H_{2}O}}}

## Физические свойства
Гидроортофосфат калия образует бесцветные кристаллы ромбической сингонии, пространственная группа P bcm, параметры ячейки a = 1,0314 нм, b = 2,2598 нм, c = 0,5944 нм, Z = 8.
Хорошо растворимы в воде, плохо в этаноле.
Водные растворы имеют слабощелочную реакцию из-за гидролиза по аниону.
Образует несколько кристаллогидратов K2HPO4•n H2O, где n = 3 и 6.
Гексагидрат при 14,3°С переходит в тригидрат, который при 48,3°С полностью обезвоживается.

## Химические свойства
- Кристаллогидрат теряет воду при нагревании:

{\displaystyle {\mathsf {K_{2}HPO_{4}\cdot 3H_{2}O\xrightarrow {>50^{o}C} \ K_{2}HPO_{4}+3H_{2}O}}}
- При нагревании образует пирофосфат калия:

{\displaystyle {\mathsf {2K_{2}HPO_{4}\xrightarrow {250^{o}C} \ K_{4}P_{2}O_{7}+H_{2}O}}}
- С фосфорной кислотой образует дигидрофосфат калия:

{\displaystyle {\mathsf {K_{2}HPO_{4}+H_{3}PO_{4}\rightarrow 2KH_{2}PO_{4}}}}
- Реагирует с щелочами:

{\displaystyle {\mathsf {K_{2}HPO_{4}+KOH\rightarrow K_{3}PO_{4}+H_{2}O}}}
- Вступает в обменные реакции:

{\displaystyle {\mathsf {2K_{2}HPO_{4}+3AgNO_{3}\rightarrow Ag_{3}PO_{4}\downarrow +3KNO_{3}+KH_{2}PO_{4}}}}

## Применение
- Для приготовления буферных растворов.
- Как компонент питательной среды для выращивания грибов, производящих пенициллины.
- Фармакология.
- Пищевая добавка Е340.
- Комплексное удобрение.
- Гидрофосфат калия тригидрат относится к многотоннажному химическому производству, цена ≈5$/кг.